# Suddenmoor/Anten
Das Suddenmoor/Anten ist ein ehemaliges Naturschutzgebiet in den niedersächsischen Gemeinden Menslage in der Samtgemeinde Artland und Berge in der Samtgemeinde Fürstenau im Landkreis Osnabrück.

## Allgemeines
Das ehemalige Naturschutzgebiet mit dem Kennzeichen NSG WE 214 war rund 635 Hektar groß. Teile des Naturschutzgebietes waren Bestandteile der FFH-Gebiete „Hahnenmoor, Hahlener Moor, Suddenmoor“ und „Bäche im Artland“. Im Westen grenzte es direkt an das Naturschutzgebiet „Hahlener Moor“.
Zum 1. Juli 2018 wurde der Gebietsteil „Suddenmoor“ aus dem Naturschutzgebiet herausgelöst und als eigenes Naturschutzgebiet ausgewiesen. Die Schutzgebietsverordnung des Gebietsteils „Anten“ wurde zum 1. Mai 2021 neu gefasst.
Das ehemalige Naturschutzgebiet grenzte nach Südwesten, Süden und Osten größtenteils an das Landschaftsschutzgebiet „Naturpark Nördlicher Teutoburger Wald – Wiehengebirge“. Das Gebiet stand seit dem 20. Dezember 1997 unter Naturschutz. Es ersetzte das zum 30. Juli 1993 ausgewiesene Naturschutzgebiet „Suddenmoor“. Zuständige untere Naturschutzbehörde war der Landkreis Osnabrück.

## Beschreibung
Das ehemalige Naturschutzgebiet liegt im Westen des Artlandes nördlich von Berge und südwestlich von Menslage im Norden des Natur- und Geoparks TERRA.vita. Im Westen grenzten Teile des Gebietes an Ausläufer des Börsteler Waldes.
Das Gebiet wird überwiegend von Wiesen und Weiden geprägt, die von Wallhecken und Gräben durchzogen sind. Das Grünland wird überwiegend extensiv bewirtschaftet. Der nördliche Bereich mit seinen weiten und offenen Bereichen hat eine hohe Bedeutung für Wiesenvögel. Im südlichen Bereich, der kleinteiliger strukturiert ist, sind auf Niedermoorböden auch größere Bruchwälder zu finden.
Das Gebiet entwässert über diverse Gräben, im südlichen Teil auch über Bäche, überwiegend in nordöstliche Richtung zum Renslager Kanal, der etwas nördlich des ehemaligen Naturschutzgebietes in den Hahnenmoorkanal mündet.